# Nachal Ašan (čtvrť)
Nachal Ašan (hebrejsky נחל עשן‎), nazývaná také Neve Menachem (hebrejsky נווה-מנחם‎), je čtvrť v západní části Beer Ševy. Čtvrť je pojmenována podle vádí, které protéká severozápadně od ní.

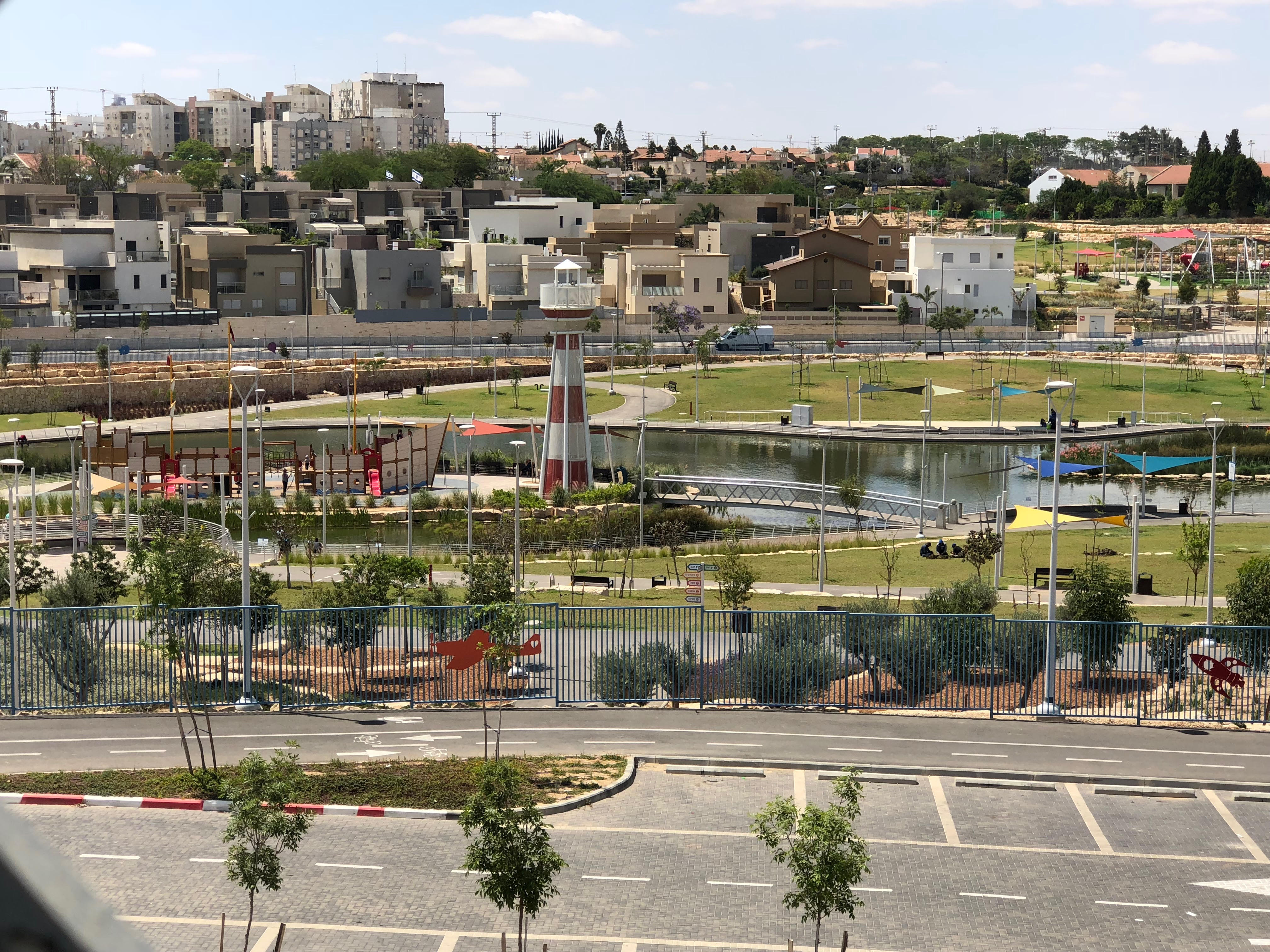
Dětský park na jihu čtvrti

Na východě sousedí se čtvrtí 11. Byla postavena v 90. letech 20. století v rámci stavebního projektu, jehož cílem bylo ubytovat přistěhovalce ze Sovětského svazu.
Ve čtvrti se nachází střední škola, dvé základní školy Neve Menachem a ha-Jovel, několik mateřských škol, centrum bezpečnosti silničního provozu a komunitní centrum, v němž sídlí dětské muzeum Lunada.
V červenci 2017 byl ve čtvrti otevřen park. Součástí parku je amfiteátr, komplex dětských hřišť, komplex pirátských lodí a umělé jezero o rozloze přibližně 5 500 m2. Kromě toho byly vydlážděny cyklostezky k snadnějšímu pohybu po čtvrti.